# Bill Gadsby
William Alexander Gadsby, detto Bill (Calgary, 8 agosto 1927 – Farmington Hills, 10 marzo 2016), è stato un hockeista su ghiaccio canadese.

## Biografia
Nel corso della sua carriera ha giocato con Calgary Grills, Edmonton Canadians (1944-1946), Chicago Black Hawks (1946/47, 1947-1955), New York Rangers (1954-1961) e Detroit Red Wings (1961-1966).
Nel 1970 è stato inserito nella Hockey Hall of Fame.